# (8269) Calandrelli
(8269) Calandrelli es un asteroide perteneciente al cinturón de asteroides, descubierto el 17 de agosto de 1988 por el Equipo del Observatorio de San Vittore desde el propio observatorio, en Italia.

## Designación y nombre
Fue designado inicialmente como 1988 QB.
Más adelante, fue Nombrado en memoria de Ignazio Calandrelli (1792-1866), quien fue profesor de óptica y astronomía en Bolonia y Roma. Se desempeñó como director del Observatorio de Bolonia durante 1845-1848 y del Campidoglio en Roma desde 1848 hasta su muerte. Fue un observador de los planetas mayores, planetas menores y cometas, así como un calculador de órbitas.

## Características orbitales
Calandrelli orbita a una distancia media del Sol de 2,557 ua, pudiendo acercarse hasta 2,025 ua y alejarse hasta 3,089 ua. Tiene una excentricidad de 0,208 y una inclinación orbital de 9,220° grados. Emplea en completar una órbita alrededor del Sol 1493,74 días.

## Características físicas
Su magnitud absoluta es 13,68. Tiene un diámetro de 5,704 km y su albedo geométrico es de 0,312.